# Neomicropteryx
Neomicropteryx is een geslacht van vlinders van de familie oermotten (Micropterigidae).

## Soorten
- N. bifurca Issiki, 1953
- N. cornuta Issiki, 1953
- N. elongata Issiki, 1953
- N. kazusana Hashimoto, 1992
- N. matsumurana Issiki, 1931
- N. nipponensis Issiki, 1931
- N. nudata Issiki, 1953